# Байроки михнат
Байроки михнат (Bajroqi miⱨnat) — республиканская общественно-политическая газета на еврейско-таджикском языке, издававшаяся в Узбекской ССР. В газете освещались как международные и общесоюзные новости, так и события местного значения. Публиковались оригинальные произведения еврейско-таджикской литературы. Газета была официальным органом ЦК КП(б) Узбекской ССР.
Газета выходила 3-5 раз в неделю на 4 полосах формата А3.
Газета издавалась с 1925 года под названием «Рошнаи» (Свет). В 1930 она была переименована в «Байроки михнат» (Знамя труда). Первоначально издавалась в Самарканде, потом в Ташкенте. До 1930 года газета печаталась еврейским алфавитом, а потом перешла на латиницу. В 1938 году издание газеты было прекращено.